# Меркучі
Меркучі́ (рос. Меркучи) — присілок у складі Афанасьєвського району Кіровської області, Росія. Входить до складу Пашинського сільського поселення.
Населення становить 7 осіб (2010, 7 у 2002).
Національний склад станом на 2002 рік — росіяни 71 %, комі-перм'яки 29 %.